# Peperômia
Peperômia (nome científico: Peperomia) é um dos dois grandes gêneros da família Piperaceae. Estimasse que haja mais de mil espécies, que ocorrem em todas as regiões tropicais e subtropicais do mundo. São mais concentrados na América do Sul e central, mas também é encontrado na América do Norte e nas ilhas do Caribe.  Um número limitado de espécies (cerca de 17) são encontrados na África.

## Descrição
Embora variem consideravelmente na aparência, estas espécies têm, geralmente, caules espessos e forte  folhas carnudas, às vezes com janelas epidérmicas (fenestra). As flores de Peperomia geralmente vêm em pontas cônicas amarelas a marrons.
Essas plantas perenes tropicais são cultivadas por sua folhagem ornamental. Elas são principalmente nativas da América tropical. Eles são compactos e geralmente não excedem 12 polegadas (30 cm) de altura. Eles variam consideravelmente na aparência. Alguns têm hastes rastejantes e alguns têm hastes carnudas e fortes. As folhas são lisas e carnudas e podem ser ovais com a folha no ou perto do centro da lâmina foliar, ou podem ser em forma de coração, ou em forma de lança; seu tamanho pode variar de 1 a 4 polegadas (2,5 a 10,2 cm) de comprimento. Eles podem ser verdes ou listrados, marmoreados ou bordeados com verde-claro, vermelho ou cinza, e os pecíolos de alguns tipos são vermelhos. As pequenas flores são imperceptíveis e crescem na forma de pontas de cordas.

## Etimologia
A definição do nome Peperomia é baseada na semelhança de sua flor com a de Piper L.. Piper procede do sânscrito pippala (पिप्पलि), que por sua vez originou a forma grega peperi (πέπερι), que originou a forma latina piper. O termo latino piper é o antecessor de quase todos os nomes de pimenta das línguas indo-europeias contemporâneas.

## Horticultura
Peperômias são cultivadas por sua folhagem ornamental e, por vezes, por suas flores atraentes (Peperomia fraseri). Com exceção das espécies suculentas, elas geralmente são fáceis de cultivar em uma estufa. Espécies diferentes (por exemplo, Peperomia caperata) e cultivares são encontradas no comércio.

## Propagação
Estas plantas são geralmente propagadas por sementes. Elas também são comercialmente propagadas por estacas.
As plantas podem ser divididas no tempo de cultivo. Elas são removidas e separadas em pedaços menores, cada um com algumas raízes anexadas. Estacas de folhas ou caules também podem ser colhidas na primavera ou no verão. As folhas inferiores da parte aérea são removidas e um corte é feito abaixo do nó inferior (articulação). Elas são então colocadas em um banco por uma ou duas horas para permitir que um tecido de calos protetivo se forme sobre os cortes. São então inseridas em um caso de propagação com calor inferior a 20-25°C. É melhor não selar completamente o topo, pois as plantas são semi-suculentas por natureza e a umidade excessiva é prejudicial. Quando raízes suficientes se formarem, as estacas podem ser plantadas em vasos de 3 polegadas ou em cestas suspensas.